# Nationaal park Superagüi
Nationaal park Superagui is een nationaal park in Brazilië. Het is opgericht in 1989 en had toen een oppervlakte van ongeveer 21.400 ha. In 1999 is het uitgebreid tot 34.000 ha, met onder meer de eilandan Superagui en Pinheirinho.
Het Nationaal Park is onderdeel van het Paranaguá estuarium. In 1991 is het park door Unesco uitgeroepen tot Biosfeerreservaat en in 1999 tot Werelderfgoed.

## Flora en fauna
In het park zijn verschillende milieus: baaien, (verlaten) stranden, restingas, mangroves en rijke formaties van het Atlantisch Woud. We komen verschillende zeldzame of bedreigde diersoorten voor in het park zoals de Roodkruinamazone (Amazona rhodocorytha), Roodstaartamazone Amazona brasiliensis), ZwartkopleeuwaapjeLeontopithecus caissara en breedsnuitkaaiman (Caiman latirostris).

## Toerisme en beheer
Het park beschikt niet over een goede toeristische infrastructuur, noch is er een beheersplan. Wel zijn in het dorp Barra Superagui  hotels, restaurants en een camping. De verwachting is dat het toerisme toeneemt.
Het park wordt beheerd door het Chico Mendes Instituut voor Biodiversiteitsbehoeud (ICMBio).

## Geschiedenis
In de omgeving zijn overblijfselen te vinden van het vroegere gebruik door indiaanse vissers (carijós en tupiniquins) uit de tijd voor de aankomst van de Portugezen. In 1852 stichtte Perret Gentil, de Zwitserse consul in Rio de Janeiro, op het eiland Superagui een van de eerste Europese kolonies in Paraná.